# KFC Jong Vlaanderen Kruibeke
KFC Jong Vlaanderen Kruibeke (KJV Kruibeke) is een Belgische voetbalclub uit Kruibeke. De club is aangesloten bij de KBVB met stamnummer 2829 en heeft groen en wit als kleuren. De club speelt haar thuiswedstrijden in sportcentrum Kerkeputte. Kruibeke speelt in de provinciale reeksen.

## Geschiedenis
De club werd opgericht in 1939 als FC Jong Vlaanderen Kruibeke. In 1992 werd het KFC Jong Vlaanderen Kruibeke.
De club begon in Tweede Gewestelijke en na 1952 Tweede Provinciale. In 1956 werd daar de titel behaald en promoveerde men naar Eerste Provinciale. Het eerste seizoen eindigde Kruibeke in de middenmoot, maar het volgende seizoen werd de club laatste en degradeerde.
In de jaren zestig verzeilde Kruibeke in Derde Provinciale en begin jaren tachtig kortstondig in Vierde Provinciale. Na drie seizoenen op het laagste provinciale niveau, zette de club weer een opmars in. In 1985 werd opnieuw Tweede Provinciale bereikt. Daar zou men spelen tot 1993.
Drie seizoenen in Derde Provinciale volgden, maar in 1996 behaalde Jong Vlaanderen Kruibeke de titel in Derde Provinciale en promoveerde zo opnieuw naar Tweede Provinciale. 
Daar bleef men de volgende jaren met wisselend succes spelen, zo zakte men in 2002 een jaar weer naar Derde. Uiteindelijk werd men in 2007 kampioen in Tweede Provinciale en promoveerde men naar Eerste Provinciale. Er volgden tien seizoenen in de hoogste provinciale reeks, waarbij in 2009-2010 en 2010-2011 met een vijfde plaats in de eindstand de hoogste klasseringen uit de clubgeschiedenis werden behaald.
In 2017 leidde een voorlaatste plaats in de klassering opnieuw naar Tweede Provinciale. Daar knokte Kruibeke zich terug naar Eerste Provinciale, het eerste seizoen strandde de club nog op de tweede plaats, maar in de lente van 2019 werd men kampioen in Tweede Provinciale en keerde terug naar Eerste Provinciale.
Toen de competitie in maart 2020 werd stilgelegd door de coronacrisis stond Kruibeke allerlaatste, hierdoor moest de club terug naar Tweede Provinciale.
In het seizoen 2013-2014 beschikte JV Kruibeke gedurende één seizoen ook over een B-elftal dat in de provinciale reeksen uitkwam, het team behaalde een ontgoochelende zeventiende plaats in Vierde Provinciale.